# Ouilly-le-Vicomte
Ouilly-le-Vicomte är en kommun i departementet Calvados i regionen Normandie i norra Frankrike. Kommunen ligger i kantonen Lisieux 1er Canton som ligger i arrondissementet Lisieux. År 2022 hade Ouilly-le-Vicomte 759 invånare.

## Befolkningsutveckling
Antalet invånare i kommunen Ouilly-le-Vicomte
Referens:INSEE